# Oscylacja quasi-dwuletnia
Oscylacja quasi-dwuletnia (ang. Quasi-biennial oscillation, QBO) – okresowa oscylacja równikowych wiatrów pomiędzy wschodnimi i zachodnimi kierunkami w tropikalnej stratosferze, o średnim okresie od 28 do 29 miesięcy. Ta zmienność wiatru jest obserwowana początkowo na szczycie dolnej stratosfery i przemieszcza się w dół w tempie około 1 km na miesiąc, aż zostają zdysypowane (rozproszone) na poziomie tropopauzy. Ruch w dół wschodnich wiatrów jest zwykle bardziej nieregularny niż zachodnich. Amplituda fazy wschodniej jest około dwukrotnie większa niż fazy zachodniej. Na szczycie pionowej QBO dominują wschodnie wiatry, natomiast na dole częściej występują wiatry zachodnie. Na poziomie 30mb najsilniejsze odnotowane wschodnie wiatry osiągnęły 29,55 m/s w listopadzie 2005 roku, podczas gdy najsilniejsze odnotowane zachodnie wiatry miały prędkość 15,62 m/s w czerwcu 1995 roku.

## Teoria
W 1883 roku erupcja wulkanu Krakatau umożliwiła śledzenie popiołu wulkanicznego w stratosferze. Doprowadziło to do odkrycia wschodnich wiatrów na wysokości 25–30 km nad powierzchnią, nazwanych później wschodnimi wiatrami Krakatau. W 1908 roku balony meteorologiczne nad jeziorem Wiktorii w Afryce zarejestrowały zachodnie wiatry na stratosferycznych poziomach atmosfery, co wydawało się sprzeczne z obserwacjami z 1883 roku. W 1950 roku odkryto, że wiatry te oscylują między kierunkami wschodnim a zachodnim, co doprowadziło do powstania terminu QBO.

## Wpływ na inne procesy
Wpływ QBO na inne procesy obejmuje mieszanie stratosferycznego ozonu przez cyrkulację powodowaną przez QBO, modyfikację opadów monsunowych oraz wpływ na zimową cyrkulację stratosferyczną na półkuli północnej. Wschodnie wiatry często zbiegają się z większą liczbą nagłych ociepleń stratosferycznych, słabszym prądem strumieniowym Atlantyku oraz zimnymi zimami w północnej Europie i wschodnich Stanach Zjednoczonych. Z kolei fazy zachodnich wiatrów QBO często korespondują z łagodnymi zimami na wschodzie USA i silnym prądem strumieniowym Atlantyku, co przynosi łagodne, wilgotne zimy w północnej Europie. Ponadto, QBO wpływa na częstotliwość występowania huraganów na Atlantyku. Prowadzono także badania nad możliwą relacją między ENSO a QBO.